# 村上護
村上 護（むらかみ まもる、1941年11月28日 - 2013年6月29日）は、日本の文芸評論家、俳人。
愛媛県大洲市生まれ。愛媛大学教育学部卒。26歳から上京して、様々な職に就きながら執筆活動を行う。1972年、初の著書『放浪の俳人 山頭火』でデビュー。以後。文学者の伝記、種田山頭火、尾崎放哉といった放浪の俳人の評伝、俳句に関する著作を手がけた。
2013年6月29日、膵臓がんのため死去。71歳没。

## 著書
- 放浪の俳人 山頭火－行乞境涯の足跡を辿って（東都書房、1972年）
  - 『放浪の俳人 山頭火』（講談社、1988年8月／学陽書房・人物文庫、1997年1月）
  - 増訂版『山頭火 漂泊の生涯』（春陽堂書店、2007年6月）
- 聖なる無頼－坂口安吾の生涯 （講談社、1976年）
- 阿佐ヶ谷界隈 文壇資料 （講談社、1977年7月）
  - 増訂版『阿佐ヶ谷文士村』（春陽堂書店、1994年4月）
- 山頭火 境涯と俳句 （昭和出版、1978年3月）
- 四谷花園アパート 文壇資料 （講談社、1978年9月）（青山二郎）
- 中原中也の詩と生涯 （講談社、1979年10月）
- 山頭火放浪記 漂泊の俳人 （新書館、1981年11月）
- 日本の海賊 戦雲たなびく水軍旗 （講談社、1982年3月）
- 安吾風来記 ファルスの求道者 （新書館、1986年3月）
- 遍路まんだら 空海と四国巡礼を歩く （佼成出版社、1986年7月）
- 山頭火の俳句 山頭火1 （本阿弥書店、1988年12月）
- 山頭火の風土 山頭火3 （本阿弥書店、1989年6月）
- 風の馬 西蔵求法伝 （佼成出版社、1989年4月）（能海寛・河口慧海）
- 虹あるごとく 夭逝俳人列伝 （本阿弥書店、1990年4月）
- 放哉評伝 （春陽堂書店〈俳句文庫〉、1991年6月）
- 仏心の俳句 わが俳人伝記抄 （佼成出版社、1992年3月）
- 道の空 山頭火百二十句 （春陽堂書店、1992年11月）
- 山頭火と歩く 吉岡功治写真 （新潮社〈とんぼの本〉、1994年7月）
- 今朝の一句 366日の俳句ごよみ （講談社、1995年12月）
- 山頭火の手紙 （大修館書店、1997年10月）
- 遍路の風景 空海のみち （愛媛新聞社、1999年9月）
- 山頭火、飄々 流転の句と書の世界 （二玄社、2000年9月）
- 俳句を訊く 村上護と25人の俳人たち （邑書林、2001年4月）
- 教科書から消えた名作 （小学館文庫、2003年11月）
- きょうの一句 名句・秀句365日 （新潮文庫、2005年1月）
- けさの一句 1-5 （信濃毎日新聞社、2006年-10年）
- 季のうた 1-2　（愛媛新聞社、2006年-07年）
- 種田山頭火 うしろすがたのしぐれてゆくか （ミネルヴァ書房〈ミネルヴァ日本評伝選〉、2006年9月）
- 朝の一句 1-3集　（福島民友新聞社、2006年-08年）
- 山頭火名句鑑賞 （春陽堂書店、2007年5月）
- 心にしみる仏心の俳句一〇八 （佼成出版社、2009年9月）
- 山頭火俳句の真髄 （春陽堂書店、2010年11月）
- 島地黙雷伝 剣を帯した異端の聖 （ミネルヴァ書房、2011年4月）

## 共編著
- 私の上に降る雪は わが子中原中也を語る 中原フク （講談社、1973年）　のち　（講談社文芸文庫、1998年）
- ゆきてかへらぬ 中原中也との愛 長谷川泰子 （講談社、1974年）　のち　『中原中也との愛』　（角川文庫、2006年）
- 伊予の伝説 和田良誉共著 （角川書店〈日本の伝説〉、1979年7月）
- 近世畸人伝 アウトサイダー119人 伴蒿蹊（訳）（教育社、1981年6月）
- 北嶺のひと 比叡山・千日回峰行者内海俊照 はやしたかし共著 （佼成出版社、1983年9月）
- 四国〓礼霊場記 寂本 （教育社新書、1987年3月）
- 山頭火 アルバム （春陽堂書店〈山頭火文庫 別巻〉、1990年7月）
- 山頭火名句二十選 四季型絵 神崎温順共編 （春陽堂書店、1991年3月）
- 山頭火 風の中ゆく ジョン・スティーブンス英訳 （春陽堂書店、1991年7月）
- 山頭火句集 （ちくま文庫、1996年12月）
- 俳句の達人30人が語る「私の極意」 （講談社文庫、1998年7月）
- 放哉全集 全3巻 瓜生鐵二・小山貴子共編 （筑摩書房、2001年-02年）
- 筆墨俳句歳時記 夏 /秋/ 春/ 冬・新年 （二玄社、2002年）
- 響きあう俳句と書 日本詩文書作家協会共編 （天来書院、2007年3月）
- 尾崎放哉全句集 （ちくま文庫、2008年2月）
- 山頭火のぐうたら日記 （春陽堂書店、2008年6月）
- 反骨無頼の俳人たち （春陽堂書店、2009年12月）

## 参考
- 文藝年鑑[要文献特定詳細情報]